# Malin Steffen

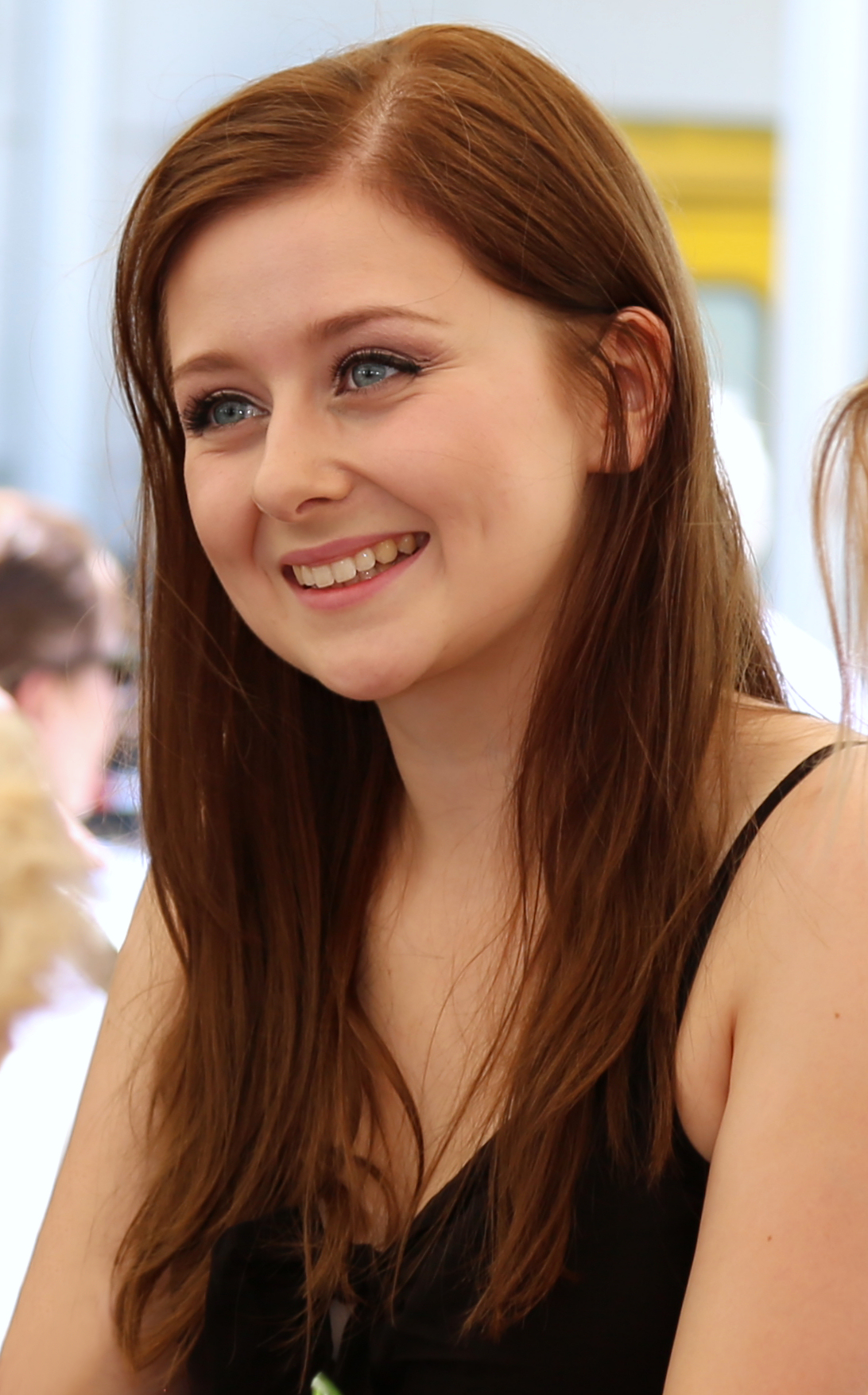
Malin Steffen, 2017

Malin Steffen (* 28. Dezember 1993 in Neumünster) ist eine deutsche Schauspielerin, Synchron-, Hörbuch- und Hörspielsprecherin sowie Sängerin.

## Leben
Malin Steffen wuchs in ihrer Geburtsstadt Neumünster auf und besuchte die Herderschule in Rendsburg, die sie mit der 11. Klasse verließ. Als Kind wollte sie Schauspielerin, Musicaldarstellerin oder Primaballerina werden. Ohne Wissen ihrer Eltern bewarb sie sich bei einer Schauspielagentur für Kinder und wurde dort angenommen. Sie erhielt Unterricht in Ballett, Jazzdance und Hip-Hop. Von 2007 bis 2011 besuchte sie die Schauspielschule TASK in Kiel. 2009 hatte sie einen Auftritt als Sängerin auf der „Jungen Bühne“ des NDR im Rahmen der Kieler Woche.
Als Jugendliche stand sie 2008 auch erstmals vor der Kamera, als eine Schülerin in dem mehrfach ausgezeichneten Kinofilm Das weiße Band – Eine deutsche Kindergeschichte, der im Mai 2009 bei den 62. Filmfestspielen von Cannes seine Uraufführung hatte. Es folgten einige Kurzfilme (u. a. als weiblicher Vampir in Mimikry) und erste Fernsehrollen in den Serien Notruf Hafenkante (2011; als kriminelle Schülerin Mandy Grube) und Sibel & Max (2015; als Patientin Mareike Sievert). In dem Kinofilm Die Vierte Gewalt (2012) spielte sie die weibliche Hauptrolle, die überforderte und medikamentenabhängige Medienstudentin Franziska.
In der 14. Staffel der ARD-Fernsehserie Rote Rosen hatte Steffen eine durchgehende Serienhauptrolle: Von April 2017 (Folge 2398) bis Februar 2018 (Folge 2600) war sie als Abiturientin Swantje Fries, deren Wunsch es ist, Video-Bloggerin zu werden, zu sehen.
Seit 2021 tritt Steffen in einer Reihe von Werbespots für das Jobportal StepStone auf.
Seit 2023 ist Steffen unter dem Namen KYNG musikalisch im Genre Elektropop tätig.
Malin Steffen lebt in Kiel und Hamburg.

## Filmografie (Auswahl)
- 2009: Das weiße Band – Eine deutsche Kindergeschichte (Kinofilm)
- 2011: Mirabelle (Kurzfilm)
- 2011: Mimikry (Kurzfilm)
- 2011: Notruf Hafenkante (Fernsehserie; Folge: Im Bunker)
- 2012: Die Vierte Gewalt (Kinofilm)
- 2014: 5 Satansbraten (Fernsehfilm)
- 2015: Sibel & Max (Fernsehserie; Folge: Schwere Entscheidung)
- 2017: Berlin Syndrome (Kinofilm)
- 2017–2018: Rote Rosen (Fernsehserie; Serienhauptrolle)

## Synchronrollen (Auswahl)

### Filme
- 2015: Book of Fire – Rolle: Kellie
- 2016: Das Mädchen aus dem Norden – Rolle: Njenna (Darstellerin: Mia Erika Sparrok)
- 2018: Agatha and the Truth of Murder – Rolle: Carlo (Darstellerin: Clare McMahon)
- 2019: 100% Coco in New York – Rolle: Star (Darstellerin: Charlotte Boudry)
- 2020: Likemeback – Lügen, Lust & Likes – Rolle: Carla (Darstellerin: Denise Tantucci)
- 2020: Shin-chan: Crash! Königreich Kritzel und fast vier Helden – Rolle: Prinzessin (Darstellerin: Kiriko Takemura)
- 2020: Unsere verlorenen Herzen – Rolle: Miranda Malone (Darstellerin: Shannon Walsh)
- 2021: Bekenntnisse eines unsichtbaren Mädchens – Rolle: Samantha Hygino (Darstellerin: Kíria Malheiros)
- 2021: East of the Mountains – Die letzte Jagd – Rolle: Rachel (jung) (Darstellerin: Victoria Summer Felix)
- 2021: Die Insel der Zitronenblüten – Rolle: Anita (Darstellerin: Mariona Pagès)
- 2021: Madame Annie und ihre Familie – Rolle: Juliette (Darstellerin: Louvia Bachelier)
- 2021: Mixtape – Rolle: Beverly Moody (Darstellerin: Gemma Brooke Allen)
- 2021: Seance – Rolle: Alice (Darstellerin: Inanna Sarkis)
- 2021: Small Engine Repair – Rolle: Crystal Romanowski (Darstellerin: Ciara Bravo)
- 2022: Ein Triumph – Rolle: Nina (Darstellerin: Mathilde Courcol-Rozès)
- 2022: Catherine, Lady wider Willen – Rolle: Birdy (Darstellerin: Bella Ramsey)
- 2022: The Lost Girls – Rolle: Berry (Darstellerin: Ella-Rae Smith)
- 2022: Master – Rolle: Amelia (Darstellerin: Talia Ryder)
- 2022: My Sugardaddy – Gefährliche Liebe – Rolle: Carly Bragg (Darstellerin: Katie Kelly)
- 2022: Özel Ders – Privatunterricht – Rolle: Duygu (Darstellerin: Elif Ceren Balikçi)

### Serien
- seit 2018: Boruto – Rolle: Sumire Kakei (Sprecherin: Aya Endo)
- 2021–2023: Emily Erdbeer in der großen Stadt – Rolle: Bonnie Blaubeer (Darstellerin: Diana Kaarina)
- seit 2021: AlRawabi School for Girls – Rolle: Miriam (Darstellerin: Andria Tayeh)
- 2022: Paper Girls – Rolle: Mac Coyle (Darstellerin: Sofia Rosinsky)
- seit 2023: Agent 203 – Rolle: Zoe (Darstellerin: Kyra Jackson)

### Videospiele
- Valorant – Rolle: Jett

## Diskografie (Auswahl)

### Hörbuch
- Das grüne Königreich (Autor: Cornelia Funke, Tammi Hartung)